# Јосиф Грузијски
Католикос-патријарх грузијски Јосиф (груз. კათოლიკოს-პატრიარქი იოსები, 17. (28.) октобра 1770. године – епископ Грузијске православне цркве, Католикос-патријарх Источне Грузије.
Канонизован од Грузијске православне цркве у лику светитеља. 
Православна црква га помиње 17. (30.) октобра.

## Биографија
Подвизавао се у манастиру Давид-Гареџа. Његове молитве су исцељивале болесне и опседнуте демонима. Због показане мудрости и врлине уздигнут је у чин епископа руставског .
Године 1755. изабран је за католикоса-патријарха уместо свргнутог Антонија.
Католикос-патријарх Јосиф, упркос висини свог хијерархијског положаја, остао је монах аскета, упркос свом архијерејском чину.
Године 1764. повукао се у Ахмету у североисточној Грузији.
Својим рукама обрађивао је виноград и већи део летине делио сиромасима. Клима у тим крајевима је хировита, често су суша и град готово потпуно уништавали рад земљорадника, али за све време Јосифовог боравка, његов виноград никада није оштећен ни сушом ни градом.
Католикос-патријарх Јосиф, проживевши у светости до дубоке старости, мирно је умро 1770. године.